# Halte Beukelsdijk
Halte Beukelsdijk (telegrafische code: bkd) is een nooit in gebruik genomen halte aan de Nederlandse spoorlijn Amsterdam - Rotterdam, destijds aangelegd en geëxploiteerd door de Hollandsche IJzeren Spoorweg-Maatschappij (HIJSM). De halte lag ten westen van Rotterdam en ten oosten van Schiedam, net ten oosten van de splitsing van de spoorlijn naar Utrecht. Aan de spoorlijn werd de halte voorafgegaan door station Schiedam Centrum en gevolgd door station Rotterdam Delftsche Poort. 
In 1903 ontwierp men de halte als vorkstation bij de splitsing van de lijn vanuit Schiedam naar Rotterdam Delftsche Poort en Rotterdam Noord. Er staat nog een houten stationsgebouw van architect Dirk Margadant met aan weerszijden twee houten wachterswoningen (respectievelijk RFC-weg 165, 174 en 178). De gebouwen zijn in 1910 verbouwd tot woningen; in 2011 werd het complex aangewezen als gemeentelijk monument.
Na de aanleg van de Ceintuurbaan tussen de stations Delftsche Poort en Rotterdam Maas in 1899 had Beukelsdijk een halte moeten worden voor het treinverkeer tussen Hoek van Holland en Duitsland, zodat er niet meer op station Delftsche Poort gekeerd hoefde te worden. De halte werd echter niet in gebruik genomen. Later werd het doorgaande spoor naar het noorden verlegd, aan de andere kant van het haltegebouw. Op de plek van het oude spoor werd later de RFC-weg aangelegd. Dit verklaart waarom het stationsgebouw niet parallel aan het huidige spoor staat.
−1: Amsterdam Centraal ·
−1: Amsterdam Westerdok ·
0: Amsterdam Willemspoort ·
0: Amsterdam d'Eenhonderd Roe ·
3: Amsterdam Sloterdijk ·
9: Halfweg-Zwanenburg ·
14: Haarlem Spaarnwoude
17: Haarlem ·
21: Heemstede-Aerdenhout ·
25: Vogelenzang ·
28: Hillegom ·
30: Veenenburg ·
32: Lisse ·
36: Piet Gijzenbrug ·
38: Voorhout ·
41: Postbrug ·
42: Warmond ·
46: Leiden Centraal ·
48: De Vink ·
51: Voorschoten ·
54: Statistiek ·
57: Den Haag Mariahoeve ·
59: Den Haag Laan van NOI ·
61: Den Haag HS ·
63: Den Haag Moerwijk ·
65: Rijswijk ·
69: Delft ·
71: Delft Campus ·
77: Kethel ·
80: Schiedam Centrum ·
82: Beukelsdijk ·
84: Rotterdam Delftse Poort ·
84: Rotterdam Centraal